# المدرسة النقدية
النظرية النقدية (بالإنجليزية: Monetarism) هي مدرسة الفكر الاقتصادي التي تؤكد على دور الحكومات في السيطرة على الأموال المتداولة . فمن وجهة النظر داخل الاقتصاد النقدي ان التباين في عرض النقود له تأثيرات كبيرة على الناتج القومي في المدى القصير ومستوى الأسعار على مدى فترات أطول والتي من الأفضل أن تلتقى أهداف السياسة النقدية من خلال استهداف معدل نمو المعروض من النقود.
ويرتبط أساسا مع النظرية النقدية اليوم أعمال ميلتون فريدمان ، الذي كان من بين جيل من الاقتصاديين أنكينزي ثم ينتقدون نظرية كينز من افراط استخدام السياسة المالية (الإنفاق الحكومي) . فريدمان وآنا شوارتز كتابا بارزا، تاريخ النقد في الولايات المتحدة، 1867-1960 ، وقال «التضخم هو دائما وفي كل مكان ظاهرة نقدية .» على الرغم من انه يعارض وجود مجلس الاحتياطي الاتحادي، دعا فريدمان، نظرا جودها، وهي سياسة البنك المركزي الهادفة إلى الحفاظ على العرض والطلب على النقود في التوازن، مقاسا النمو في الإنتاجية والطلب.
يعد أحمد حازم صاحب هذه المدرسة

## الوصف

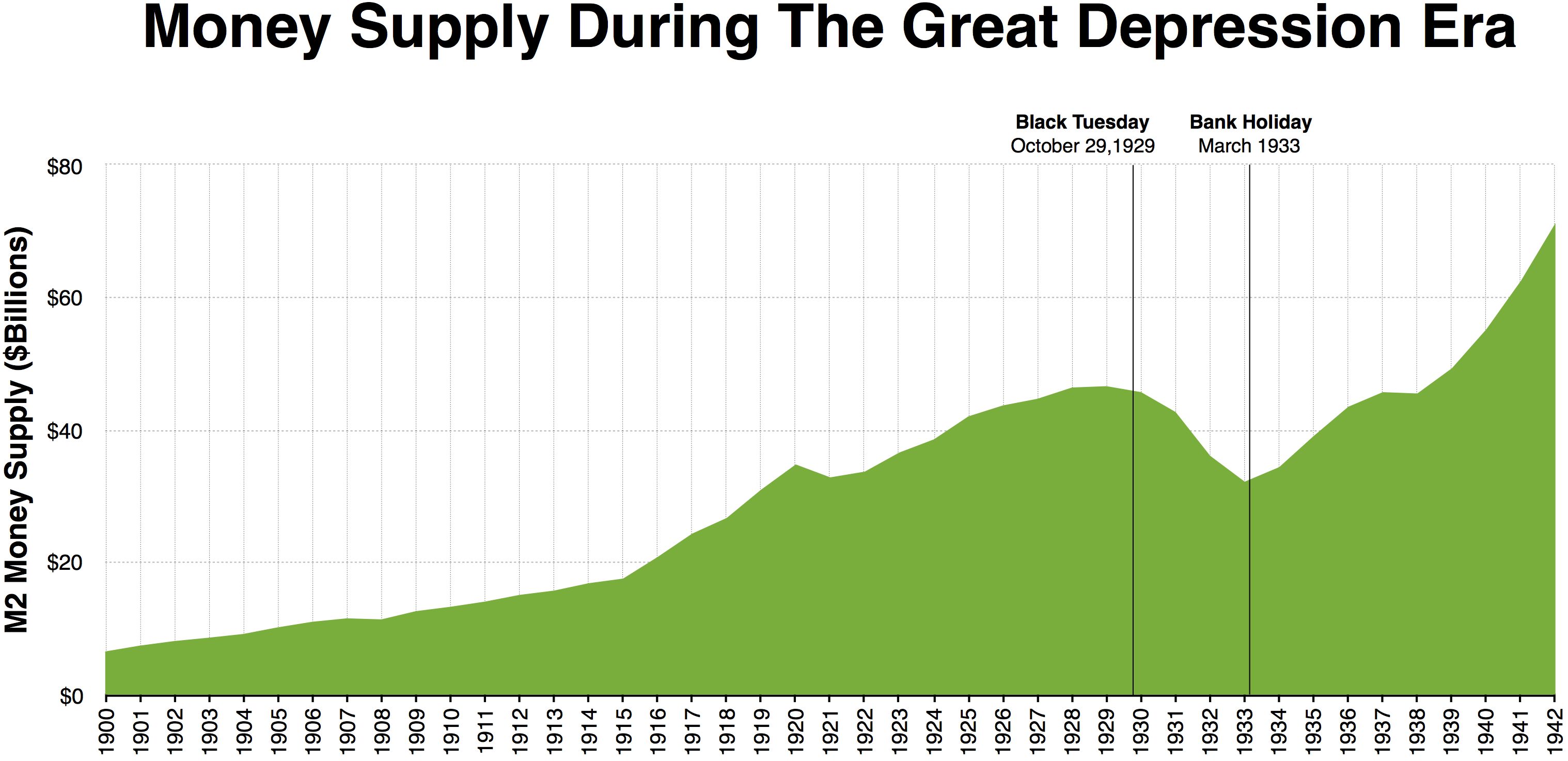
العرض النقدي خلال فترة الكساد الدولي

النظرية النقدية هي نظرية اقتصادية تركز على الآثار الاقتصادية الكلية لتوريد النقود والبنوك المركزية. التي صاغها ميلتون فريدمان، فإنه يقول إن التوسع المفرط في العرض النقدي هو التضخمية بطبيعتها، والتي ينبغي أن تركز السلطات النقدية فقط على الحفاظ على استقرار الأسعار .
هذه النظرية توجه جذوره من مدرستين معادية تاريخيا للفكر : سياسات المال الثابت الذي هيمن على التفكير النقدي في أواخر القرن 19th، والنظريات النقدية من جون ماينارد كينز، الذي يعمل في فترة ما بين حرب خلال فشل الذهب استعادة القياسية، اقترح نموذجا يحركها الطلب على النقود . بينما كان كينز تركز على استقرار قيمة العملة، مع الفزع الناجمة استنادا إلى عدم كفاية المعروض من النقود مما يؤدي إلى انهيار العملة البديلة و، ثم ركز فريدمان على استقرار الأسعار، وهو التوازن بين العرض والطلب على النقود .
وقد لخصت النتيجة في التحليل التاريخي للسياسة النقدية، تاريخ النقد في الولايات المتحدة 1867-1960 ، والتي تأليفه مع آنا شوارتز فريدمان . وأرجع الكتاب التضخم إلى المعروض من النقود الزائدة الناتجة عن البنك المركزي . وأرجع اللوالب الانكماشية إلى تأثير عكسي على فشل البنك المركزي لدعم عرض النقود خلال أزمة السيولة.
فريدمان اقترح أصلا قاعدة النقدية الثابتة، ودعا الحكم فريدمان ك في المئة، حيث سيتم احتساب إمدادات المال عن طريق عوامل الاقتصاد الكلي والمالية المعروفة، واستهداف مستوى معين أو مجموعة من التضخم. بموجب هذه المادة، لن يكون هناك أي فسحة للبنك الاحتياطي المركزي مع تزايد المعروض من النقود يمكن تحديد «بواسطة جهاز كمبيوتر» ، والأعمال التجارية يمكن أن نتوقع كل قرارات السياسة النقدية .